# Ясмін Смарт
Ясмін Смарт (англ. Yasmine Smart; 24 листопада 1953) — британська артистка цирку та дресирувальниця, яка працює з кіньми.

## Життєпис
Ясмін Смарт народилася 24 листопада 1953 року у відомій цирковій родині. З дитинства Ясмін подобалися коні, а у чотирнадцять років Смарт стала шпрехшталмейстером. Працюючи на одній сцені з відомими цирковими артистами Ясмін почала вигадувати власні номери з конями. Поступово номери Смарт почали відзначатися нагородами на престижних циркових фестивалях, а Ясмін почала виступати з найпрестижнішими цирковими трупами та перетворилася на одну з найпопулярніших циркових артисток світу.
Багаторазова учасниця фестивалів у Монте-Карло (найпрестижнішого циркового фестивалю світу). На 44-му фестивалі (2020 року) була в складі журі як експертка з кінних виступів.
У складі батькової трупи виступала з кінним номером під час срібного ювілею правління королеви Єлизавети II 1977 року. Трансляцію святкувань вело британське телебачення.
Авторка книги «Ясмін: мої коні та я» (Yasmine — My Horses and Me).
Їй присвячене музикл-шоу «Ясмін» у виконанні англійського цирку «Giffords Circus».

## Нагороди
- «Срібний клоун» (1985)[5]